# Osbeckia
Osbeckia es un género de plantas con flores de la familia Melastomataceae. Comprende 96 especies descritas y de estas, solo 8 aceptadas. Las
Osbeckias son nativas del este de Asia — China, Japón, Malasia y Australasia. Algunas especies están siendo investigadas como remedios herbarios.

## Taxonomía
El género fue descrito por Carlos Linneo y publicado en Species Plantarum 1: 345. 1753. La especie tipo es: Osbeckia chinensis L.	
Etimología
Osbeckia: nombre genérico que fue nombrado por Carolus Linnaeus para honrar al explorador y naturalista  sueco Pehr Osbeck (1723–1805).                                                                                                                                                                                                                

## Especies aceptadas
A continuación se brinda un listado de las especies del género Osbeckia aceptadas hasta febrero de 2013, ordenadas alfabéticamente. Para cada una se indica el nombre binomial seguido del autor, abreviado según las convenciones y usos:
- Osbeckia afzelii (Hook. f.) Cogn.
- Osbeckia capitata Benth. ex Naudin
- Osbeckia chinensis L.
- Osbeckia crinita Benth. ex C.B. Clarke
- Osbeckia decandra (Sm.) DC.
- Osbeckia nepalensis Hook. f.
- Osbeckia nutans Wall. ex C.B. Clarke
- Osbeckia stellata Buch.-Ham. ex Ker Gawl.